# Roberto Sommella
Roberto Sommella (Roma, 11 ottobre 1964) è un giornalista italiano, direttore di MF Milano Finanza dal 2020.

## Biografia
Giornalista e scrittore specializzato in economia, finanza, mercato unico e diritti europei, è direttore della testata di informazione economico-finanziaria, MF Milano Finanza dal 2020.
Fondatore e presidente dell’Associazione culturale non profit "La Nuova Europa" per la diffusione dei valori solidali dell’Unione europea, ha ideato insieme a sua moglie Raffaella Rizzo, nel 2017, la “Scuola d’Europa” ed il “Ventotene Europa Festival”, rivolti a ragazzi liceali e universitari affinché facciano esperienza diretta di cittadinanza europea. Il Ventotene Europa Festival ha ricevuto per due volte la medaglia del Presidente della Repubblica.
È componente del Comitato tecnico per lo studio dell'Intelligenza Artificiale e ha fatto parte del Comitato Scientifico italiano per la Conferenza sull’Europa
Roberto Sommella è stato capo del servizio economico dell'Agenzia ANSA e direttore della Relazioni Esterne dell'Autorità Antitrust. 

## Riconoscimenti
Ha vinto il Premio Agnes nel 2021 per la divulgazione digitale e per la divulgazione europea.

## Pubblicazioni
- Ingovernabili, Luiss University Press, 2022[12]
- Disuguaglianze, Rubbettino Editore, 2019
- Euxit, Rubbettino Editore, 2016